# Échemines
Échemines település Franciaországban, Aube megyében. Lakosainak száma 84 fő (2022. január 1.). Échemines Dierrey-Saint-Pierre, Fontaine-les-Grès, Orvilliers-Saint-Julien, Le Pavillon-Sainte-Julie, Prunay-Belleville, Saint-Flavy, Saint-Mesmin és Villeloup községekkel határos.

## Népesség
A település népességének változása:
| Lakosok száma | 72   | 73   | 82   | 83   | 100  | 105  | 94   | 88   | 86   | 84   |
|               | 1968 | 1982 | 1990 | 2006 | 2013 | 2015 | 2017 | 2019 | 2020 | 2022 |